# トロイ・ファウタヌ
トロイ・ファウタヌ（Troy Fautanu, 2000年10月11日 - ）は、アメリカ合衆国ネバダ州ヘンダーソン出身のアメリカンフットボール選手。ポジションはオフェンシブタックル。

## 経歴

### カレッジ
ワシントン大学では5年目の2023年シーズンにオールPac-12ファーストチームに選出され、チームはCFPナショナルチャンピオンシップで準優勝した。

### ピッツバーグ・スティーラーズ
| 6 ft 3+3⁄4 in (192 cm)              | 317 lb (144 kg) | 34+1⁄2 in (88 cm) | 9+1⁄2 in (24 cm) | 5.01 s | 1.71 s | 2.88 s | 32.5 in (83 cm) | 9 ft 5 in (2.87 m) | 29 回 |
| All values from NFL Combine/Pro Day |                 |                   |                  |        |        |        |                 |                    |       |

2024年のNFLドラフトにて全体20位でピッツバーグ・スティーラーズから指名された。